# شينوسية لورنتزية
شينوسية لورنتزية (الاسم العلمي:Schinopsis lorentzii) هي نوع من النباتات تتبع جنس الشينوسية من الفصيلة البطمية.